# NHL Entry Draft 2018

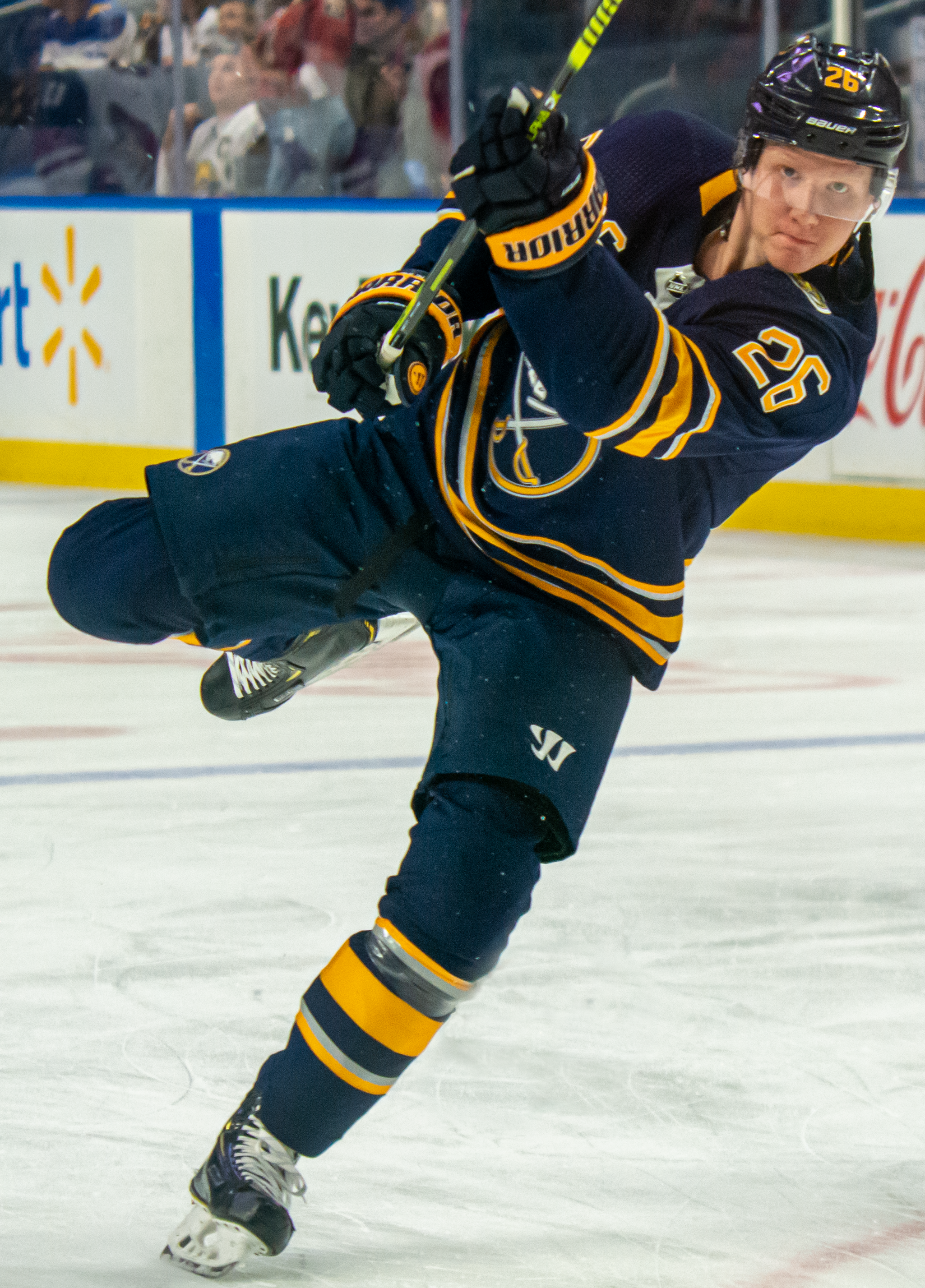
Rasmus Dahlin valdes av Buffalo Sabres som förste spelare totalt.

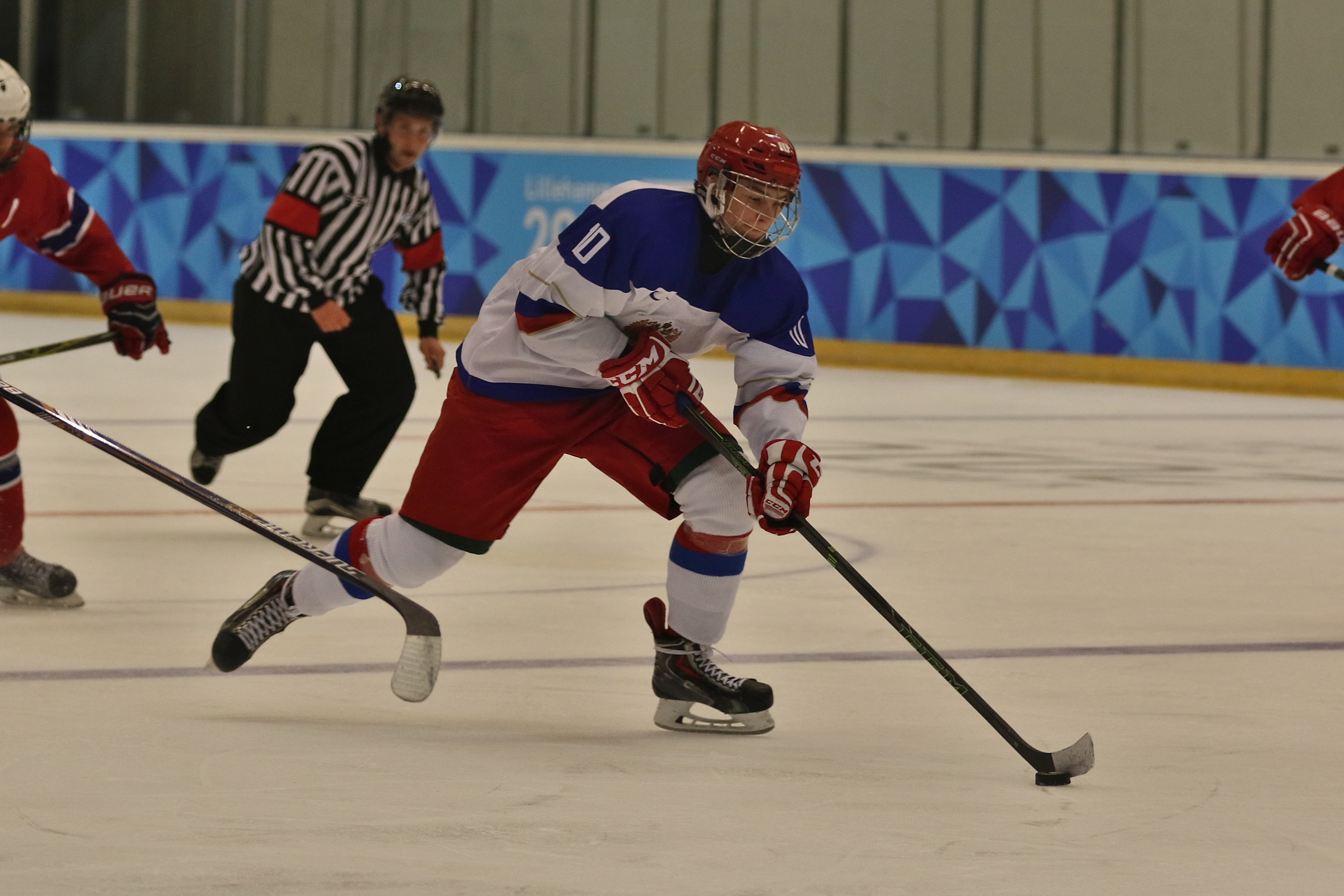
Andrej Svetjnikov valdes av Carolina Hurricanes som andre spelare totalt.

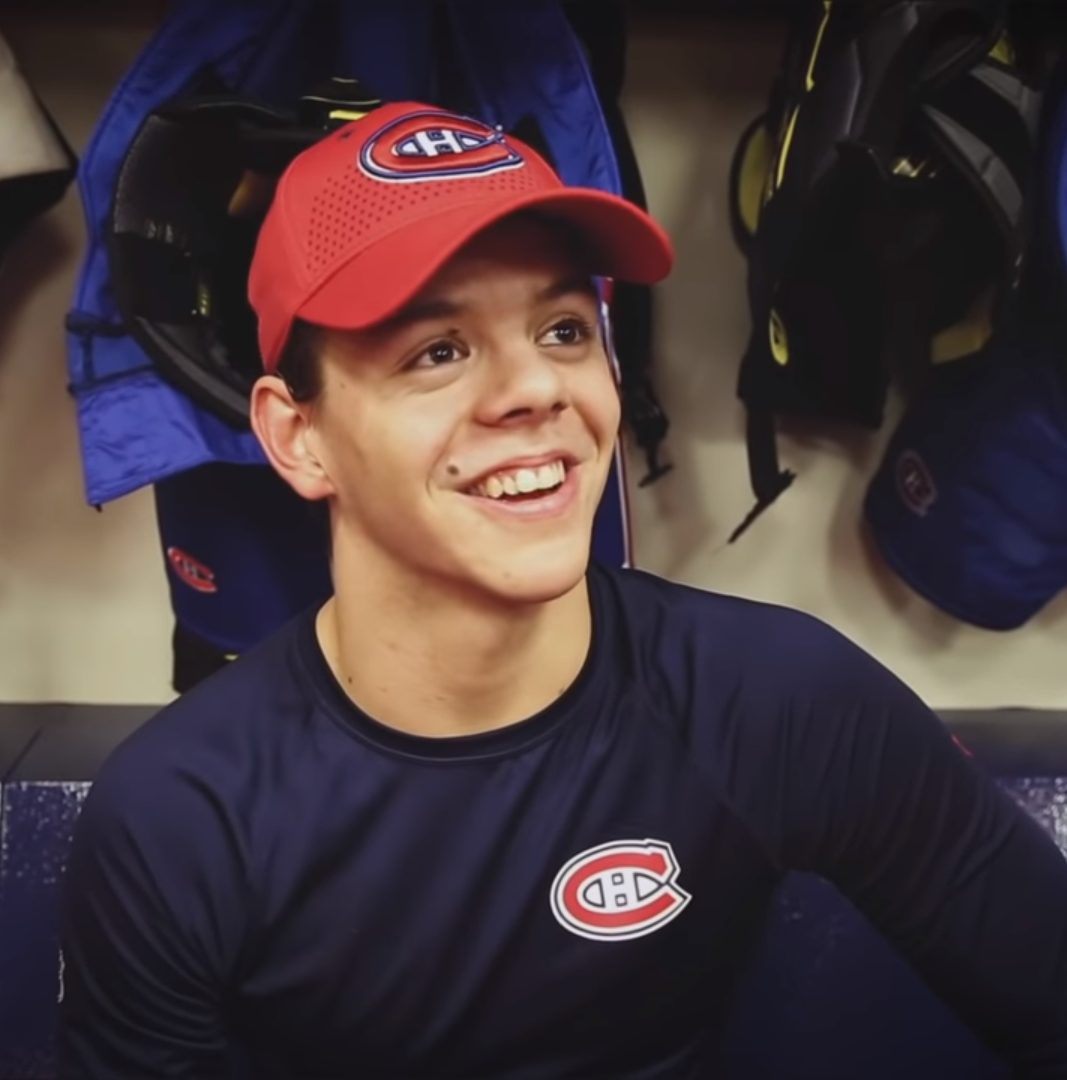
Jesperi Kotkaniemi valdes av Montreal Canadiens som tredje spelare totalt.

NHL Entry Draft 2018 var den 56:e draften i nordamerikanska ishockeyligan National Hockey League och hölls den 22-23 juni 2018 i American Airlines Center i Dallas, Texas i USA. Den svenske backen Rasmus Dahlin valdes som nummer ett av Buffalo Sabres.

## Spelare som var berättigade till att bli draftade
- Spelare som var födda mellan 1 januari 1998 och 15 september 2000 var berättigade till att bli draftade i detta års NHL Entry Draft.[4]
- Spelare som var födda 1997 men som inte var tidigare draftade och hade medborgarskap i ett land utanför Nordamerika, var också berättigade att bli draftade i årets NHL Entry Draft.[4]
- Spelare som var födda efter 30 juni 1998 och blev draftade i NHL Entry Draft 2016, men aldrig blev kontrakterade av sina draftade NHL–organisationer kunde åter bli draftade i årets NHL Entry Draft.[4]

## Rankning inför draften

### Mittsäsongsrankningen
Den 22 januari 2018 presenterade NHL:s scoutorgan Central Scouting Bureau sin mittsäsongsrankning för de spelare som rankades högst att gå i draften i juni.
Spelarna är placerade efter var de spelade under säsongen 2017–2018.
| #  | Nordamerikanska utespelare | Europeiska utespelare   |
| -- | -------------------------- | ----------------------- |
| 1  | Andrej Svetjnikov (HF)     | Rasmus Dahlin (B)       |
| 2  | Filip Zadina (VF)          | Adam Boqvist (B)        |
| 3  | Brady Tkachuk (VF)         | Isac Lundeström (C)     |
| 4  | Quinn Hughes (B)           | Grigorij Denisenko (VF) |
| 5  | Evan Bouchard (B)          | Jacob Olofsson (C)      |
| 6  | Barrett Hayton (C)         | Rasmus Kupari (C)       |
| 7  | Oliver Wahlstrom (HF)      | Adam Ginning (B)        |
| 8  | Noah Dobson (B)            | Dominik Bokk (HF)       |
| 9  | Serron Noel (HF)           | Jesperi Kotkaniemi (C)  |
| 10 | Akil Thomas (C)            | Vitalij Kravtsov (HF)   |

| # | Nordamerikanska målvakter | Europeiska målvakter |
| - | ------------------------- | -------------------- |
| 1 | Alexis Gravel             | Jakub Škarek         |
| 2 | Olivier Rodrigue          | Amir Miftachov       |
| 3 | Jacob Ingham              | Lukáš Dostál         |

### Slutlig ranking
NHL:s scoutorgan Central Scouting Bureau presenterade sin slutliga rankning, för de spelare som förväntades gå högst i draften, den 16 april.
Spelarna är placerade efter var de spelade under säsongen 2017–2018.
| #  |   | Nordamerikanska utespelare |   | Europeiska utespelare   |
| -- | - | -------------------------- | - | ----------------------- |
| 1  | ▬ | Andrej Svetjnikov (HF)     | ▬ | Rasmus Dahlin (B)       |
| 2  | ▲ | Brady Tkachuk (VF)         | ▬ | Adam Boqvist (B)        |
| 3  | ▼ | Filip Zadina (VF)          | ▲ | Vitalij Kravtsov (HF)   |
| 4  | ▲ | Evan Bouchard (B)          | ▲ | Martin Kaut (HF)        |
| 5  | ▲ | Noah Dobson (B)            | ▲ | Adam Ginning (B)        |
| 6  | ▼ | Quinn Hughes (B)           | ▲ | Jesperi Kotkaniemi (C)  |
| 7  | ▬ | Oliver Wahlstrom (HF)      | ▼ | Grigorij Denisenko (VF) |
| 8  | ▲ | Joe Veleno (C)             | ▼ | Isac Lundeström (C)     |
| 9  | ▼ | Barrett Hayton (C)         | ▼ | Jacob Olofsson (C)      |
| 10 | ▼ | Serron Noel (HF)           | ▲ | Filip Johansson (B)     |

| # |   | Nordamerikanska målvakter |   | Europeiska målvakter |
| - | - | ------------------------- | - | -------------------- |
| 1 | ▲ | Olivier Rodrigue          | ▲ | Lukáš Dostál         |
| 2 | ▲ | Kevin Mandolese           | ▼ | Jakub Škarek         |
| 3 | ▼ | Alexis Gravel             | ▼ | Amir Miftachov       |

## Draftlotteriet
Draftlotteriet som bekräftade draftordningen för 2018 års NHL Entry Draft verkställdes lördagen den 28 april nordamerikansk tid. Buffalo Sabres blev det lag som kommer att välja först i årets draft.

### Draftoddsen
Draftoddsen för 2018 års draftlotteri var följande:
| Slutplaceringen | NHL-organisation    | 1:a   | 2:a   | 3:e   | 4:e   | 5:e   | 6:e   | 7:e   | 8:e   | 9:e   | 10:e  | 11:e  | 12:e  | 13:e  | 14:e  | 15:e  |
| --------------- | ------------------- | ----- | ----- | ----- | ----- | ----- | ----- | ----- | ----- | ----- | ----- | ----- | ----- | ----- | ----- | ----- |
| 31:a            | Buffalo Sabres      | 18,5% | 16,5% | 14,4% | 50,6% |       |       |       |       |       |       |       |       |       |       |       |
| 30:e            | Ottawa Senators     | 13,5% | 13,0% | 12,3% | 33,3% | 27,9% |       |       |       |       |       |       |       |       |       |       |
| 29:e            | Arizona Coyotes     | 11,5% | 11,3% | 11,1% | 13,2% | 37,7% | 15,2% |       |       |       |       |       |       |       |       |       |
| 28:e            | Montreal Canadiens  | 9,5%  | 9,6%  | 9,7%  | 2,8%  | 26,1% | 34,0% | 8,3%  |       |       |       |       |       |       |       |       |
| 27:e            | Detroit Red Wings   | 8,5%  | 8,7%  | 8,9%  |       | 8,4%  | 34,5% | 26,7% | 4,3%  |       |       |       |       |       |       |       |
| 26:e            | Vancouver Canucks   | 7,5%  | 7,8%  | 8,0%  |       |       | 16,3% | 38,9% | 19,4% | 2,1%  |       |       |       |       |       |       |
| 25:e            | Chicago Blackhawks  | 6,5%  | 6,8%  | 7,1%  |       |       |       | 26,0% | 39,5% | 13,1% | 1,0%  |       |       |       |       |       |
| 24:e            | New York Rangers    | 6,0%  | 6,3%  | 6,7%  |       |       |       |       | 36,8% | 36,0% | 7,8%  | 0,4%  |       |       |       |       |
| 23:a            | Edmonton Oilers     | 5,0%  | 5,3%  | 5,7%  |       |       |       |       |       | 48,8% | 30,7% | 4,3%  | 0,1%  |       |       |       |
| 22:a            | New York Islanders  | 3,5%  | 3,8%  | 4,1%  |       |       |       |       |       |       | 60,5% | 25,7% | 2,4%  | <0,1% |       |       |
| 21:a            | Carolina Hurricanes | 3,0%  | 3,3%  | 3,6%  |       |       |       |       |       |       |       | 69,6% | 19,4% | 1,1%  | <0,1% |       |
| 20:e            | Calgary Flames      | 2,5%  | 2,7%  | 3,0%  |       |       |       |       |       |       |       |       | 78,0% | 13,3% | 0,4%  | <0,1% |
| 19:e            | Dallas Stars        | 2,0%  | 2,2%  | 2,4%  |       |       |       |       |       |       |       |       |       | 85,5% | 7,8%  | 0,1%  |
| 18:e            | St. Louis Blues     | 1,5%  | 1,7%  | 1,8%  |       |       |       |       |       |       |       |       |       |       | 91,8% | 3,2%  |
| 17:e            | Florida Panthers    | 1,0%  | 1,1%  | 1,2%  |       |       |       |       |       |       |       |       |       |       |       | 96,7% |

## Draftvalen

### Första valet
2018 års draft rapporterades om att den hade ett brett utbud av tillgängliga talanger som har potential att bli riktigt bra ishockeyspelare. De som förväntades slåss om att gå som första draftval var Rasmus Dahlin och Andrej Svetjnikov. Det blev som väntat att Dahlin gick som nummer ett och Svetjnikov gick som nummer två.

### Första rundan
Källa: 
| #  | Spelare                  | Nationalitet | NHL-organisation                              | Universitets-/College-/Junior-/Klubblag      |
| -- | ------------------------ | ------------ | --------------------------------------------- | -------------------------------------------- |
| 1  | Rasmus Dahlin (B)        | Sverige      | Buffalo Sabres                                | Frölunda HC (SHL)                            |
|    |                          |              |                                               |                                              |
| 2  | Andrej Svetjnikov (HF)   | Ryssland     | Carolina Hurricanes                           | Barrie Colts (OHL)                           |
| 3  | Jesperi Kotkaniemi (C)   | Finland      | Montreal Canadiens                            | Ässät (Liiga)                                |
| 4  | Brady Tkachuk (VF)       | USA          | Ottawa Senators                               | Boston University Terriers (NCAA)            |
| 5  | Barrett Hayton (C)       | Kanada       | Arizona Coyotes                               | Sault Ste. Marie Greyhounds (OHL)            |
| 6  | Filip Zadina (VF)        | Tjeckien     | Detroit Red Wings                             | Halifax Mooseheads (LHJMQ)                   |
| 7  | Quinn Hughes (B)         | USA          | Vancouver Canucks                             | Michigan Wolverines (NCAA)                   |
| 8  | Adam Boqvist (B)         | Sverige      | Chicago Blackhawks                            | Brynäs IF (SHL)                              |
| 9  | Vitalij Kravtsov (HF)    | Ryssland     | New York Rangers                              | Traktor Tjeljabinsk (KHL)                    |
| 10 | Evan Bouchard (B)        | Kanada       | Edmonton Oilers                               | London Knights (OHL)                         |
| 11 | Oliver Wahlstrom (HF)    | USA          | New York Islanders                            | USA Hockey National Team Development Program |
| 12 | Noah Dobson (B)          | Kanada       | New York Islanders (från Flames)              | Titan d’Acadie-Bathurst (LHJMQ)              |
| 13 | Ty Dellandrea (C)        | Kanada       | Dallas Stars                                  | Flint Firebirds (OHL)                        |
| 14 | Joel Farabee (VF)        | USA          | Philadelphia Flyers (från Blues)              | USA Hockey National Team Development Program |
| 15 | Grigorij Denisenko (VF)  | Ryssland     | Florida Panthers                              | Lokomotiv Jaroslavl (KHL)                    |
| 16 | Martin Kaut (HF)         | Tjeckien     | Colorado Avalanche                            | HC Pardubice (Extraliga)                     |
| 17 | Ty Smith (B)             | Kanada       | New Jersey Devils                             | Spokane Chiefs (WHL)                         |
| 18 | Liam Foudy (C)           | Kanada       | Columbus Blue Jackets                         | London Knights (OHL)                         |
| 19 | Jay O'Brien (C)          | USA          | Philadelphia Flyers                           | Thayer Academy                               |
| 20 | Rasmus Kupari (C)        | Finland      | Los Angeles Kings                             | Kärpät (Liiga)                               |
| 21 | Ryan Merkley (B)         | Kanada       | San Jose Sharks                               | Guelph Storm (OHL)                           |
| 22 | K'Andre Miller (B)       | USA          | New York Rangers (från Penguins via Senators) | USA Hockey National Team Development Program |
| 23 | Isac Lundeström (C)      | Sverige      | Anaheim Ducks                                 | Luleå HF (SHL)                               |
| 24 | Filip Johansson (B)      | Sverige      | Minnesota Wild                                | Leksands IF (Hockeyallsvenskan)              |
| 25 | Dominik Bokk (HF)        | Tyskland     | St. Louis Blues (från Maple Leafs)            | Växjö Lakers HC (SHL)                        |
| 26 | Jacob Bernard-Docker (B) | Kanada       | Ottawa Senators (från Bruins via Rangers)     | Okotoks Oilers (AJHL)                        |
| 27 | Nicolas Beaudin (B)      | Kanada       | Chicago Blackhawks (från Predators)           | Voltigeurs de Drummondville (LHJMQ)          |
| 28 | Nils Lundkvist (B)       | Sverige      | New York Rangers (från Lightning)             | Luleå HF (SHL)                               |
| 29 | Rasmus Sandin (B)        | Sverige      | Toronto Maple Leafs (från Jets via Blues)     | Sault Ste. Marie Greyhounds (OHL)            |
| 30 | Joe Veleno (C)           | Kanada       | Detroit Red Wings (från Golden Knights)       | Voltigeurs de Drummondville (LHJMQ)          |
| 31 | Aleksandr Aleksejev (B)  | Ryssland     | Washington Capitals                           | Red Deer Rebels (WHL)                        |

### Andra rundan
Källa: 
| #  | Spelare                   | Nationalitet | NHL-organisation                                   | Universitets-/College-/Junior-/Klubblag      |
| -- | ------------------------- | ------------ | -------------------------------------------------- | -------------------------------------------- |
| 32 | Mattias Samuelsson (B)    | USA          | Buffalo Sabres                                     | USA Hockey National Team Development Program |
| 33 | Jonatan Berggren (HF)     | Sverige      | Detroit Red Wings (från Senators via Rangers)      | Skellefteå AIK (SHL)                         |
| 34 | Serron Noel (HF)          | Kanada       | Florida Panthers (från Coyotes)                    | Oshawa Generals (OHL)                        |
| 35 | Jesse Ylönen (HF)         | Finland      | Montreal Canadiens                                 | Espoo United (Mestis)                        |
| 36 | Jared McIsaac (B)         | Kanada       | Detroit Red Wings                                  | Halifax Mooseheads (LHJMQ)                   |
| 37 | Jett Woo (B)              | Kanada       | Vancouver Canucks                                  | Moose Jaw Warriors (WHL)                     |
| 38 | Aleksandr Romanov (B)     | Ryssland     | Montreal Canadiens (från Blackhawks)               | Krasnaja Armija (MHL)                        |
| 39 | Olof Lindbom (MV)         | Sverige      | New York Rangers                                   | Djurgården Hockey (SHL)                      |
| 40 | Ryan McLeod (C)           | Kanada       | Edmonton Oilers                                    | Mississauga Steelheads (OHL)                 |
| 41 | Bode Wilde (B)            | USA          | New York Islanders                                 | USA Hockey National Team Development Program |
| 42 | Jack Drury (C)            | USA          | Carolina Hurricanes                                | Waterloo Black Hawks (USHL)                  |
| 43 | Ruslan Iskhakov (HF)      | Ryssland     | New York Islanders (från Flames)                   | Krasnaja Armija (MHL)                        |
| 44 | Albin Eriksson (YF)       | Sverige      | Dallas Stars                                       | Skellefteå AIK (SHL)                         |
| 45 | Scott Perunovich (B)      | USA          | St. Louis Blues                                    | Minnesota Duluth Bulldogs (NCAA)             |
| 46 | Martin Fehérváry (B)      | Slovakien    | Washington Capitals (från Panthers via Devils)     | IK Oskarshamn (Hockeyallsvenskan)            |
| 47 | Koby Clark (HF)           | Kanada       | Washington Capitals (från Avalanche)               | Ottawa 67's (OHL)                            |
| 48 | Jonny Tychonick (B)       | Kanada       | Ottawa Senators (från Devils via Rangers)          | Penticton Vees (BCHL)                        |
| 49 | Kirill Martjenko (VF)     | Ryssland     | Columbus Blue Jackets                              | Mamonty Jugry (MHL)                          |
| 50 | Adam Ginning (B)          | Sverige      | Philadelphia Flyers                                | Linköping HC (SHL)                           |
| 51 | Akil Thomas (C)           | Kanada       | Los Angeles Kings                                  | Niagara Icedogs (OHL)                        |
| 52 | Sean Durzi (B)            | Kanada       | Toronto Maple Leafs (från Sharks)                  | Owen Sound Attack (OHL)                      |
| 53 | Calen Addison (B)         | Kanada       | Pittsburgh Penguins                                | Lethbridge Hurricanes (WHL)                  |
| 54 | Benoit-Olivier Groulx (C) | Kanada       | Anaheim Ducks                                      | Halifax Mooseheads (LHJMQ)                   |
| 55 | Kevin Bahl (B)            | Kanada       | Arizona Coyotes (från Wild)                        | Ottawa 67's (OHL)                            |
| 56 | Jacob Olofsson (C)        | Sverige      | Montreal Canadiens (från Maple Leafs)              | Timrå IK (SHL)                               |
| 57 | Axel Andersson (B)        | Sverige      | Boston Bruins                                      | Djurgården Hockey (SHL)                      |
| 58 | Filip Hållander (C)       | Sverige      | Pittsburgh Penguins (från Predators via Avalanche) | Timrå IK (SHL)                               |
| 59 | Gabriel Fortier (VF)      | Kanada       | Tampa Bay Lightning                                | Drakkar de Baie-Comeau (LHJMQ)               |
| 60 | David Gustafsson (C)      | Sverige      | Winnipeg Jets                                      | HV71 (SHL)                                   |
| 61 | Ivan Morozov (C)          | Ryssland     | Vegas Golden Knights                               | Mamonty Jugry (MHL)                          |
| 62 | Olivier Rodrigue (MV)     | Kanada       | Edmonton Oilers (från Capitals via Canadiens)      | Voltiguers de Drummondville (LHJMQ)          |

### Tredje rundan
Källa: 
| #  | Spelare                     | Nationalitet | NHL-organisation                                                                | Universitets-/College-/Junior-/Klubblag      |
| -- | --------------------------- | ------------ | ------------------------------------------------------------------------------- | -------------------------------------------- |
| 63 | Jack McBain (C)             | Kanada       | Minnesota Wild (från Sabres)                                                    | Toronto Jr. Canadiens (OJHL)                 |
| 64 | Justus Annunen (MV)         | Finland      | Colorado Avalanche (från Senators via Penguins)                                 | Kärpät (Liiga)                               |
| 65 | Jan Jeník (C)               | Tjeckien     | Arizona Coyotes                                                                 | HC Benátky nad Jizerou (WSM liga)            |
| 66 | Cameron Hillis (C)          | Kanada       | Montreal Canadiens                                                              | Guelph Storm (OHL)                           |
| 67 | Alec Regula (B)             | USA          | Detroit Red Wings                                                               | London Knights (OHL)                         |
| 68 | Tyler Madden (C)            | USA          | Vancouver Canucks                                                               | Tri-City Storm (USHL)                        |
| 69 | Jake Wise (C)               | USA          | Chicago Blackhawks                                                              | USA Hockey National Team Development Program |
| 70 | Jacob Ragnarsson (B)        | Sverige      | New York Rangers                                                                | Almtuna IS (Hockeyallsvenskan)               |
| 71 | Jordan Harris (B)           | USA          | Montreal Canadiens (från Oilers)                                                | Kimball Union Academy                        |
| 72 | Jakub Škarek (MV)           | Tjeckien     | New York Islanders                                                              | HC Dukla Jihlava (Extraliga)                 |
| 73 | Ty Emberson (B)             | USA          | Arizona Coyotes (från Hurricanes)                                               | USA Hockey National Team Development Program |
| 74 | Niklas Nordgren (HF)        | Finland      | Chicago Blackhawks (från Flames via Coyotes)                                    | HIFK Hockey (Liiga)                          |
| 75 | Oscar Bäck (C)              | Sverige      | Dallas Stars                                                                    | Färjestads BK (SHL)                          |
| 76 | Semjon Der-Argutjintsev (C) | Ryssland     | Toronto Maple Leafs (från Blues)                                                | Peterborough Petes (OHL)                     |
| 77 | Jakub Lauko (C)             | Tjeckien     | Boston Bruins (från Panthers)                                                   | Piráti Chomutov (Extraliga)                  |
| 78 | Sampo Ranta (VF)            | Finland      | Colorado Avalanche                                                              | Sioux City Musketeers (USHL)                 |
| 79 | Blake McLaughlin (VF)       | USA          | Anaheim Ducks (från Devils)                                                     | Chicago Steel (USHL)                         |
| 80 | Marcus Karlberg (YF)        | Sverige      | Columbus Blue Jackets                                                           | Leksands IF (Hockeyallsvenskan)              |
| 81 | Seth Barton (B)             | Kanada       | Detroit Red Wings (från Flyers)                                                 | Trail Smoke Eaters (BCHL)                    |
| 82 | Bulat Sjafigullin (F)       | Ryssland     | Los Angeles Kings                                                               | HK Neftechimik Nizjnekamsk (KHL)             |
| 83 | Riley Stotts (C)            | Kanada       | Toronto Maple Leafs (från Sharks)                                               | Swift Current Broncos (WHL)                  |
| 84 | Jesper Eliasson (MV)        | Sverige      | Detroit Red Wings (från Penguins)                                               | IF Troja-Ljungby (Hockeyallsvenskan)         |
| 85 | Lukáš Dostál (MV)           | Tjeckien     | Anaheim Ducks                                                                   | HC Kometa Brno (Extraliga)                   |
| 86 | Aleksandr Khovanov (C)      | Ryssland     | Minnesota Wild                                                                  | Moncton Wildcats (LHJMQ)                     |
| 87 | Linus Karlsson (C)          | Sverige      | San Jose Sharks (från Maple Leafs via Devils, Capitals, Blackhawks och Coyotes) | Karlskrona HK (SHL)                          |
| 88 | Joey Keane (B)              | USA          | New York Rangers (från Bruins)                                                  | Barrie Colts (OHL)                           |
| 89 | Logan Hutsko (C)            | USA          | Florida Panthers (från Predators)                                               | Boston College Eagles (NCAA)                 |
| 90 | Dmitri Semjkin (B)          | Ryssland     | Tampa Bay Lightning                                                             | Kapitan Stupino (MHL)                        |
| 91 | Nathan Smith (F)            | USA          | Winnipeg Jets                                                                   | Cedar Rapids Roughriders (USHL)              |
| 92 | Connor Dewar (VF)           | Kanada       | Minnesota Wild (från Golden Knights)                                            | Everett Silvertips (WHL)                     |
| 93 | Riley Sutter (HF)           | Kanada       | Washington Capitals                                                             | Everett Silvertips (WHL)                     |

### Fjärde rundan
Källa: 
| #   | Spelare                       | Nationalitet | NHL-organisation                                                 | Universitets-/College-/Junior-/Klubblag      |
| --- | ----------------------------- | ------------ | ---------------------------------------------------------------- | -------------------------------------------- |
| 94  | Matej Pekar (C)               | Tjeckien     | Buffalo Sabres                                                   | Muskegon Lumberjacks (USHL)                  |
| 95  | Johnny Gruden (VF)            | USA          | Ottawa Senators                                                  | USA Hockey National Team Development Program |
| 96  | Luke Henman (C)               | Kanada       | Carolina Hurricanes (från Coyotes)                               | Armada de Blainville-Boisbriand (LHJMQ)      |
| 97  | Allan McShane (C)             | Kanada       | Montreal Canadiens (från Canadiens via Kings)                    | Oshawa Generals (OHL)                        |
| 98  | Ryan O'Reilly                 | USA          | Detroit Red Wings                                                | Madison Capitols (USHL)                      |
| 99  | Slava Demin (B)               | USA          | Vegas Golden Knights (från Canucks via Penguins)                 | Wenatchee Wild (BCHL)                        |
| 100 | Adam Mascherin (VF)           | Kanada       | Dallas Stars (från Blackhawks)                                   | Kitchener Rangers (OHL)                      |
| 101 | Nico Gross (B)                | Schweiz      | New York Rangers                                                 | Oshawa Generals (OHL)                        |
| 102 | Jasper Weatherby (F)          | USA          | San Jose Sharks (från Oilers via Canadiens)                      | Wenatchee Wild (BCHL)                        |
| 103 | Jacob Pivonka (C)             | USA          | New York Islanders                                               | USA Hockey National Team Development Program |
| 104 | Lenni Killinen (HF)           | Finland      | Carolina Hurricanes                                              | Esbo Blues (Liiga)                           |
| 105 | Martin Pospíšil (HF)          | Slovakien    | Calgary Flames                                                   | Sioux City Musketeers (USHL)                 |
| 106 | Curtis Douglas (C)            | Kanada       | Dallas Stars                                                     | Windsor Spitfires (OHL)                      |
| 107 | Joel Hofer (MV)               | Kanada       | St. Louis Blues                                                  | Swift Current Broncos (WHL)                  |
| 108 | Demetrios Koumontzis (F)      | USA          | Calgary Flames (från Panthers)                                   | Edina High School                            |
| 109 | Tyler Weiss (VF)              | USA          | Colorado Avalanche                                               | USA Hockey National Team Development Program |
| 110 | Xavier Bernard (B)            | Kanada       | New Jersey Devils                                                | Voltiguers de Drummondville (LHJMQ)          |
| 111 | Jáchym Kondelík (C)           | Tjeckien     | Nashville Predators (från Blue Jackets)                          | Muskegon Lumberjacks (USHL)                  |
| 112 | Jack St. Ivany (B)            | USA          | Philadelphia Flyers                                              | Sioux Falls Stampede (USHL)                  |
| 113 | Aidan Dudas (C)               | Kanada       | Los Angeles Kings                                                | Owen Sound Attack (OHL)                      |
| 114 | Ivan Prosvetov (MV)           | Ryssland     | Arizona Coyotes (från Sharks)                                    | Youngstown Phantoms (USHL)                   |
| 115 | Paul Cotter (F)               | USA          | Vegas Golden Knights (från Penguins via Lightning)               | Lincoln Stars (USHL)                         |
| 116 | Jack Perbix (F)               | USA          | Anaheim Ducks                                                    | Elk River High School                        |
| 117 | Linus Lindstrand Kronholm (B) | Sverige      | Buffalo Sabres (från Wild)                                       | Malmö Redhawks (SHL)                         |
| 118 | Mac Hollowell (B)             | Kanada       | Toronto Maple Leafs                                              | Sault Ste. Marie Greyhounds (OHL)            |
| 119 | Curtis Hall (C)               | USA          | Boston Bruins                                                    | Youngstown Phantoms (USHL)                   |
| 120 | Philipp Kurashev (VF)         | Schweiz      | Chicago Blackhawks (från Predators)                              | Remparts de Québec (LHJMQ)                   |
| 121 | Alex Green (B)                | USA          | Tampa Bay Lightning                                              | Cornell Big Red (NCAA)                       |
| 122 | Miloš Roman (C)               | Slovakien    | Calgary Flames (från Jets via Canadiens)                         | Vancouver Giants (WHL)                       |
| 123 | Jack Gorniak (F)              | USA          | Montreal Canadiens (från Golden Knights via Panthers och Sharks) | Lincoln Stars (USHL)                         |
| 124 | Mitchell Gibson (MV)          | USA          | Washington Capitals                                              | Lone Star Brahmas (NAHL)                     |

### Femte rundan
Källa: 
| #   | Spelare                 | Nationalitet | NHL-organisation                                            | Universitets-/College-/Junior-/Klubblag      |
| --- | ----------------------- | ------------ | ----------------------------------------------------------- | -------------------------------------------- |
| 125 | Miska Kukkonen (B)      | Finland      | Buffalo Sabres                                              | Ilves (Liiga)                                |
| 126 | Angus Crookshank (F)    | Kanada       | Ottawa Senators                                             | Langley Rivermen (BCHL)                      |
| 127 | Wyatte Wylie (B)        | USA          | Philadelphia Flyers (från Coyotes)                          | Everett Silvertips (WHL)                     |
| 128 | Cole Fonstad (C)        | Kanada       | Montreal Canadiens                                          | Prince Albert Raiders (WHL)                  |
| 129 | Justin Almeida (C)      | Kanada       | Pittsburgh Penguins (från Red Wings)                        | Moose Jaw Warriors (WHL)                     |
| 130 | Toni Utunen (B)         | Finland      | Vancouver Canucks                                           | LeKi (Mestis)                                |
| 131 | Spencer Stastney (B)    | USA          | Nashville Predators (från Blackhawks)                       | USA Hockey National Team Development Program |
| 132 | Lauri Pajuniemi (HF)    | Finland      | New York Rangers                                            | TPS Åbo (Liiga)                              |
| 133 | Samuel Houde (C)        | Kanada       | Montreal Canadiens (från Oilers)                            | Saguenéens de Chicoutimi (LHJMQ)             |
| 134 | Blade Jenkins (C)       | USA          | New York Islanders                                          | Saginaw Spirit (OHL)                         |
| 135 | Brandon Kruse (F)       | USA          | Vegas Golden Knights (från Hurricanes)                      | Bowling Green Falcons (NCAA)                 |
| 136 | Akira Schmid (MV)       | Schweiz      | New Jersey Devils (från Flames via Coyotes)                 | SCL Tigers (NLA)                             |
| 137 | Riley Damiani (C)       | Kanada       | Dallas Stars                                                | Kitchener Rangers (OHL)                      |
| 138 | Hugh McGing (C)         | USA          | St. Louis Blues                                             | Western Michigan Broncos (NCAA)              |
| 139 | Mikael Hakkarainen (F)  | Finland      | Chicago Blackhawks (från Panthers via Sharks och Canadiens) | Muskegon Lumberjacks (USHL)                  |
| 140 | Brandon Saigeon (C)     | Kanada       | Colorado Avalanche                                          | Hamilton Bulldogs (OHL)                      |
| 141 | Jegor Sjaranhokyv (C)   | Vitryssland  | New Jersey Devils                                           | HK Dinamo Minsk (KHL)                        |
| 142 | Michael Callahan (B)    | USA          | Arizona Coyotes (från Blue Jackets via Blackhawks)          | Central Illinois Flying Aces (USHL)          |
| 143 | Samuel Ersson (MV)      | Sverige      | Philadelphia Flyers                                         | Brynäs IF (SHL)                              |
| 144 | Dávid Hrenák (MV)       | Slovakien    | Los Angeles Kings                                           | St. Cloud State Huskies (NCAA)               |
| 145 | Dennis Busby (B)        | Kanada       | Arizona Coyotes (från Sharks)                               | Flint Firebirds (OHL)                        |
| 146 | Danil Zhuravlyov (B)    | Ryssland     | Colorado Avalanche (från Penguins)                          | Irbis Kazan (MHL)                            |
| 147 | Roman Durný (MV)        | Slovakien    | Anaheim Ducks                                               | Des Moines Buccaneers (USHL)                 |
| 148 | Simon Johansson (B)     | Sverige      | Minnesota Wild                                              | Djurgården Hockey (SHL)                      |
| 149 | Filip Král (B)          | Tjeckien     | Toronto Maple Leafs                                         | Spokane Chiefs (WHL)                         |
| 150 | Declan Chisholm (B)     | Kanada       | Winnipeg Jets (från Bruins)                                 | Peterborough Petes (OHL)                     |
| 151 | Vladyslav Jeremenko (B) | Vitryssland  | Nashville Predators                                         | Calgary Hitmen (WHL)                         |
| 152 | Magnus Chrona (MV)      | Sverige      | Tampa Bay Lightning                                         | Nacka HK (Hockeyettan)                       |
| 153 | Giovanni Vallati (B)    | Kanada       | Winnipeg Jets                                               | Kitchener Rangers (OHL)                      |
| 154 | Connor Corcoran (B)     | Kanada       | Vegas Golden Knights                                        | Windsor Spitfires (OHL)                      |
| 155 | Damien Giroux (C)       | Kanada       | Minnesota Wild (från Capitals)                              | Saginaw Spirit (OHL)                         |

### Sjätte rundan
Källa: 
| #   | Spelare                      | Nationalitet | NHL-organisation                                     | Universitets-/College-/Junior-/Klubblag      |
| --- | ---------------------------- | ------------ | ---------------------------------------------------- | -------------------------------------------- |
| 156 | Pontus Holmberg (VF)         | Sverige      | Toronto Maple Leafs (från Sabres)                    | Västerås Hockey (Hockeyallsvenskan)          |
| 157 | Kevin Mandolese (MV)         | Kanada       | Ottawa Senators                                      | Cape Breton Screaming Eagles (LHJMQ)         |
| 158 | David Tendeck (MV)           | Kanada       | Arizona Coyotes                                      | Vancouver Giants (WHL)                       |
| 159 | Tim Berni (B)                | Schweiz      | Columbus Blue Jackets (från Canadiens via Red Wings) | GCK Lions (NLB)                              |
| 160 | Victor Brattström (MV)       | Sverige      | Detroit Red Wings                                    | Timrå IK (SHL)                               |
| 161 | Alex Kannok-Leipert (B)      | Kanada       | Washington Capitals (från Canucks)                   | Vancouver Giants (WHL)                       |
| 162 | Alexis Gravel (MV)           | Kanada       | Chicago Blackhawks                                   | Halifax Mooseheads (LHJMQ)                   |
| 163 | Simon Kjellberg (B)          | Sverige      | New York Rangers                                     | Rögle BK (SHL)                               |
| 164 | Michael Kesselring (B)       | USA          | Edmonton Oilers                                      | New Hampton School                           |
| 165 | Johan Södergran (C)          | Sverige      | Los Angeles Kings (från Islanders)                   | Linköping HC (SHL)                           |
| 166 | Jesper Sellgren (B)          | Sverige      | Carolina Hurricanes                                  | Modo Hockey (Hockeyallsvenskan)              |
| 167 | Mathias Emilio Pettersen (F) | Norge        | Calgary Flames                                       | Muskegon Lumberjacks (USHL)                  |
| 168 | Dawson Barteaux (B)          | Kanada       | Dallas Stars                                         | Red Deer Rebels (WHL)                        |
| 169 | Mathias Laferrière (C)       | Kanada       | St. Louis Blues                                      | Cape Breton Screaming Eagles (LHJMQ)         |
| 170 | Justin Schütz (F)            | Tyskland     | Florida Panthers                                     | RB Hockey Akademie                           |
| 171 | Nikolaj Kovalenko (HF)       | Ryssland     | Colorado Avalanche                                   | Loko Jaroslavl (MHL)                         |
| 172 | Mitchell Hoelscher (C)       | Kanada       | New Jersey Devils                                    | Ottawa 67's (OHL)                            |
| 173 | Veini Vehviläinen (MV)       | Finland      | Columbus Blue Jackets                                | Kärpät (Liiga)                               |
| 174 | Gavin Hain (C)               | USA          | Philadelphia Flyers                                  | USA Hockey National Team Development Program |
| 175 | Jacob Ingham (MV)            | Kanada       | Los Angeles Kings                                    | Mississauga Steelheads (OHL)                 |
| 176 | Zacharie Émond (MV)          | Kanada       | San Jose Sharks                                      | Huskies de Rouyn-Noranda (LHJMQ)             |
| 177 | Liam Gorman (F)              | USA          | Pittsburgh Penguins                                  | St. Sebastian's School                       |
| 178 | Hunter Drew (B)              | Kanada       | Anaheim Ducks                                        | Charlottetown Islanders (LHJMQ)              |
| 179 | Shawn Boudrias (HF)          | Kanada       | Minnesota Wild                                       | Olympiques de Gatineau (LHJMQ)               |
| 180 | Peter Diliberatore (B)       | Kanada       | Vegas Golden Knights (från Maple Leafs)              | Salisbury School                             |
| 181 | Dustyn McFaul (B)            | Kanada       | Boston Bruins                                        | Pickering Panthers (OJHL)                    |
| 182 | John Leonard (VF)            | USA          | San Jose Sharks (från Predators)                     | UMass Minutemen (NCAA)                       |
| 183 | Cole Koepke (VF)             | USA          | Tampa Bay Lightning                                  | Sioux City Musketeers (USHL)                 |
| 184 | Jared Moe (MV)               | USA          | Winnipeg Jets                                        | Waterloo Black Hawks (USHL)                  |
| 185 | Xavier Bouchard (B)          | Kanada       | Vegas Golden Knights                                 | Drakkar de Baie-Comeau (LHJMQ)               |
| 186 | Artiom Manukjan (HF)         | Ryssland     | Vancouver Canucks (från Capitals)                    | Avangard Omsk (KHL)                          |

### Sjunde rundan
Källa: 
| #   | Spelare                  | Nationalitet   | NHL-organisation                                      | Universitets-/College-/Junior-/Klubblag |
| --- | ------------------------ | -------------- | ----------------------------------------------------- | --------------------------------------- |
| 187 | William Worge Kreü (B)   | Sverige        | Buffalo Sabres                                        | Linköping HC (SHL)                      |
| 188 | Jakov Novak (VF)         | Kanada         | Ottawa Senators                                       | Janesville Jets (NAHL)                  |
| 189 | Liam Kirk (VF)           | Storbritannien | Arizona Coyotes                                       | Sheffield Steelers (EIHL)               |
| 190 | Brett Stapley (C)        | Kanada         | Montreal Canadiens (från Canadiens via Flyers)        | Vernon Vipers (BCHL)                    |
| 191 | Otto Kivenmäki (F)       | Finland        | Detroit Red Wings                                     | Ässät (Liiga)                           |
| 192 | Matthew Thiessen (MV)    | Kanada         | Vancouver Canucks                                     | Steinbach Pistons (MJHL)                |
| 193 | Josiah Slavin (F)        | USA            | Chicago Blackhawks                                    | Lincoln Stars (USHL)                    |
| 194 | Luke Loheit (F)          | USA            | Ottawa Senators (från Rangers)                        | Minnetonka Skippers                     |
| 195 | Patrik Siikanen (F)      | Finland        | Edmonton Oilers                                       | Esbo Blues (Liiga)                      |
| 196 | Christian Krygier (B)    | USA            | New York Islanders                                    | Lincoln Stars (USHL)                    |
| 197 | Jake Kucharski (MV)      | USA            | Carolina Hurricanes                                   | Des Moines Buccaneers (USHL)            |
| 198 | Dmitri Zavgorodnj (C)    | Ryssland       | Calgary Flames                                        | Océanic de Rimouski (LHJMQ)             |
| 199 | Jermaine Loewen (HF)     | Kanada         | Dallas Stars                                          | Kamloops Blazers (WHL)                  |
| 200 | Tyler Tucker (B)         | Kanada         | St. Louis Blues                                       | Barrie Colts (OHL)                      |
| 201 | Cole Krygier (B)         | USA            | Florida Panthers                                      | Lincoln Stars (USHL)                    |
| 202 | Sjamil Sjmakov (MV)      | Ryssland       | Colorado Avalanche                                    | Sibirskie Snajpery (MHL)                |
| 203 | Eetu Päkkilä (VF)        | Finland        | New Jersey Devils                                     | Kärpät (Liiga)                          |
| 204 | Trey Fix-Wolansky (HF)   | Kanada         | Columbus Blue Jackets                                 | Edmonton Oil Kings (WHL)                |
| 205 | Marcus Westfält (C)      | Sverige        | Philadelphia Flyers                                   | Brynäs IF (SHL)                         |
| 206 | Radim Šalda (B)          | Tjeckien       | Tampa Bay Lightning (från Kings)                      | Saint John Sea Dogs (LHJMQ)             |
| 207 | Santtu Kinnunen (B)      | Finland        | Florida Panthers (från Sharks)                        | Pelicans (Liiga)                        |
| 208 | Jordan Kooy (MV)         | Kanada         | Vegas Golden Knights (från Penguins)                  | London Knights (OHL)                    |
| 209 | Zachary Bouthillier (MV) | Kanada         | Toronto Maple Leafs (från Ducks)                      | Saguenéens de Chicoutimi (LHJMQ)        |
| 210 | Sam Hentges (F)          | USA            | Minnesota Wild                                        | Tri-City Storm (USHL)                   |
| 211 | Semjon Kizimov (HF)      | Ryssland       | Toronto Maple Leafs                                   | HK Lada Toljatti (VHL)                  |
| 212 | Pavel Sjen (F)           | Ryssland       | Boston Bruins                                         | Mamonty Jugry (MHL)                     |
| 213 | Milan Klouček (MV)       | Tjeckien       | Nashville Predators                                   | HC Pardubice (Extraliga)                |
| 214 | Ty Taylor (MV)           | Kanada         | Tampa Bay Lightning                                   | Vernon Vipers (BCHL)                    |
| 215 | Austin Wong (C)          | Kanada         | Winnipeg Jets                                         | Okotoks Oilers (AJHL)                   |
| 216 | Riley Hughes (HF)        | USA            | New York Rangers (från Golden Knights via Hurricanes) | St. Sebastian's School                  |
| 217 | Eric Florchuk (C)        | Kanada         | Washington Capitals                                   | Victoria Royals (WHL)                   |

## Draftade spelare per nationalitet
| #  | Nationalitet   | Antal draftval | %    |
|    | Nordamerika    | 125            | 57,6 |
| -- | -------------- | -------------- | ---- |
| 1  | Kanada         | 73             | 33,6 |
| 2  | USA            | 52             | 24,0 |
|    | Europa         | 92             | 42,4 |
| 3  | Sverige        | 30             | 13,8 |
| 4  | Ryssland       | 20             | 9,2  |
| 5  | Finland        | 16             | 7,4  |
| 6  | Tjeckien       | 11             | 5,1  |
| 7  | Slovakien      | 5              | 2,3  |
| 8  | Schweiz        | 4              | 1,8  |
| 9  | Tyskland       | 2              | 0,9  |
| 10 | Vitryssland    | 2              | 0,9  |
| 11 | Norge          | 1              | 0,5  |
| 12 | Storbritannien | 1              | 0,5  |